# 乙巳五賊
乙巳五賊（いっしごぞく）とは、日本による韓国支配を確立させる保護国化を定めた第二次日韓協約（1905年、干支で乙巳）に賛同した韓国（大韓帝国）の五名の閣僚を、批判して言った言葉である。

## 概要
- 李完用 - 学部大臣[1]
- 李根沢 - 軍部大臣
- 権重顕 - 農商工部大臣
- 李夏栄 - 法部大臣 / または朴斉純 - 外部大臣
- 李址鎔 - 内部大臣

（官職はいずれも締結時のもの）
1905年（明治38年）11月17日。大韓帝国皇帝高宗は大臣との会議で李完用の拒絶することはできないとの意見に対し、「伊藤大使も、『条文の字句の添削』の求めに応じてくれるだろう。拒絶するとなれば、付き合いを保つことはできなくなる。」と述べた。参政大臣韓圭卨と外部大臣の朴斉純はそれに反対したが、高宗はそれを突き通した。その後、各大臣は特別大使の伊藤博文、全権大使林権助、駐留軍司令官長谷川好道と会談した。韓圭卨は拒絶の意をほのめかし、伊藤の詰責を受けると泣き出してしまったため、伊藤博文は声を和らげて、「一国の宰相たるもの、女々しく泣くものではない」となだめた。李完用は韓帝（高宗）の上意であるとして、上記の五名に閔泳綺（度支部大臣）を加えた六名で外交文書の作業を進めて、外部大臣の朴斉純が締結文書に署名した。こういった経緯から、5名の中に閔泳綺や朴斉純を含める場合があるが、両名は同条約には反対であったという。「五賊」とされているが、結果的に閣僚8名が関わった。
前軍部大臣の閔泳煥は5名を「売国奴」「誤国賊」と呼んで弾劾書を上奏して高宗に破約を進言したが拒否されたので、同月30日に毒を仰いで自殺した。韓圭卨は世論をはばかって反対を続けたために失脚し、伊藤の推挙で李完用が代わって登用された。
第二次日韓協約の締結以後、乙巳五賊暗殺団の組職、1905年の李址鎔の邸宅の放火、1907年の権重顕の被撃、1909年の李完用の被襲といった暗殺の試みがあったが、すべて失敗した。閔泳綺は併合後朝鮮貴族の男爵を授かり、東洋拓殖副総裁、李王職長官などを務めた。
現代の韓国においては、チニルパ（親日派、売国奴）とされ、政治的な忌避の対象となっている。